# Municipio de Lake View (Dakota del Sur)
El municipio de Lake View (en inglés: Lake View Township) es un municipio ubicado en el condado de Lake en el estado estadounidense de Dakota del Sur. En el año 2010 tenía una población de 732 habitantes y una densidad poblacional de 8,93 personas por km².

## Geografía
El municipio de Lake View se encuentra ubicado en las coordenadas 43°58′24″N 97°4′2″O / 43.97333, -97.06722. Según la Oficina del Censo de los Estados Unidos, el municipio tiene una superficie total de 81.96 km², de la cual 74,15 km² corresponden a tierra firme y (9,53 %) 7,81 km² es agua.

## Demografía
Según el censo de 2010, había 732 personas residiendo en el municipio de Lake View. La densidad de población era de 8,93 hab./km². De los 732 habitantes, el municipio de Lake View estaba compuesto por el 99,04 % blancos, el 0,27 % eran afroamericanos, el 0,27 % eran asiáticos y el 0,41 % eran de una mezcla de razas. Del total de la población el 0 % eran hispanos o latinos de cualquier raza.